# Methuen

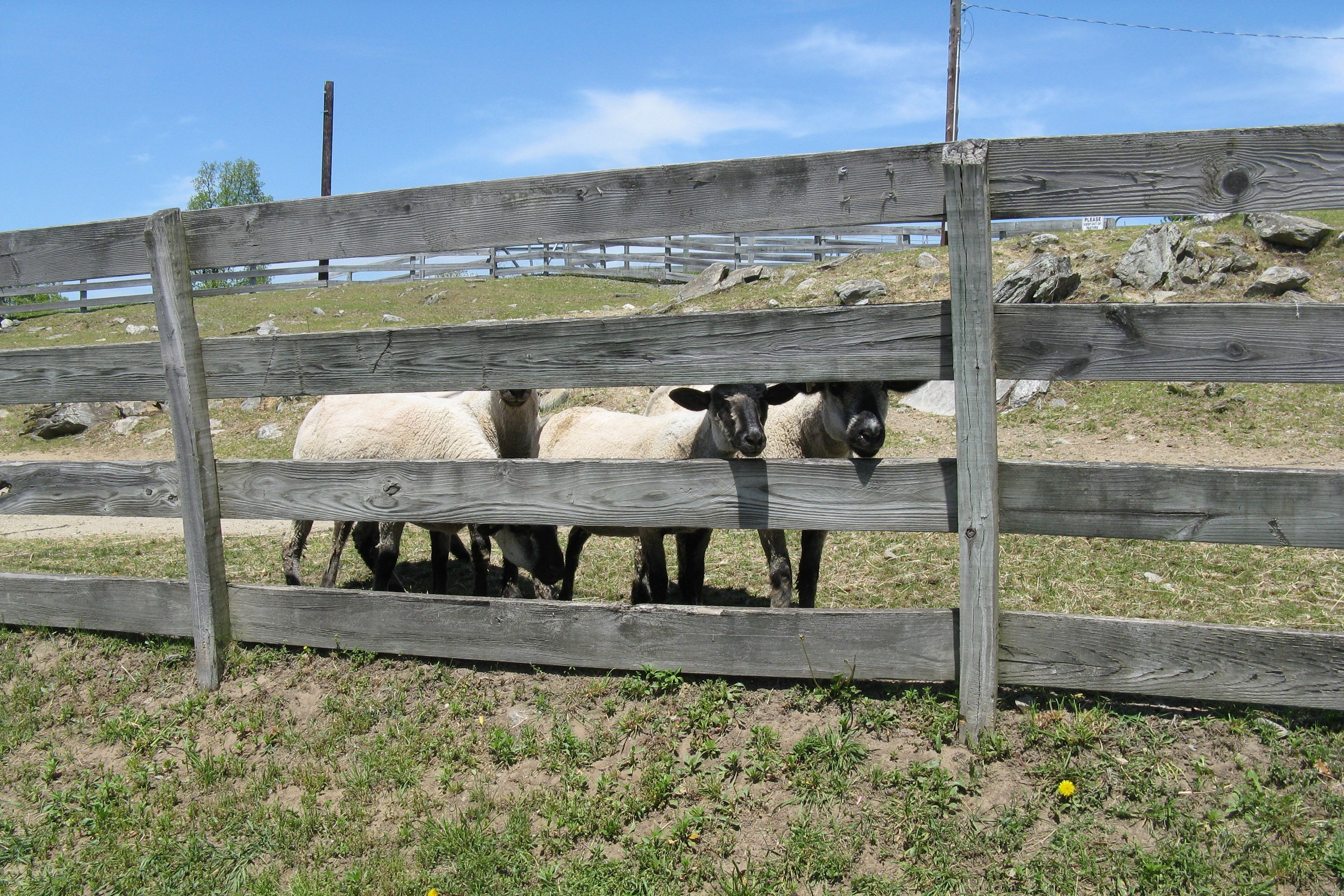

Methuen är en stad i Essex County i delstaten  Massachusetts, USA. Vid folkräkningen år 2000 bodde 43 789 personer på orten. Den har enligt United States Census Bureau en area på totalt 59,8 km² varav 1,8 km² är vatten. 